# Fehérszakállas álszajkó
A fehérszakállas álszajkó (Trochalopteron morrisonianum) a madarak osztályának verébalakúak (Passeriformes) rendjébe és a Leiothrichidae családjába tartozó faj.
Magyar neve forrással nincs megerősítve.

## Rendszerezése
A fajt William Robert Ogilvie-Grant skót ornitológus írta le 1906-ban. Sorolják a Garrulax nembe Garrulax morrisonianus néven is.

## Előfordulása
Délkelet-Ázsiában, Tajvan szigetén honos. A természetes élőhelye a mérsékelt övi, hegyi tűlevelű erdők és vegyes lombhullató erdők aljnövényzete. Állandó nem vonuló faj.

## Megjelenése
Testhossza 25-28 centiméter, testtömege 75 gramm.
|  |

## Életmódja
Rovarokkal, gyümölcsökkel, bogyókkal és virágszirmokkal táplálkozik.

## Természetvédelmi helyzete
Az elterjedési területe egyetlen nem nagy szigetre korlátozódik, egyedszáma ráadásul csökken, de még nem éri el a kritikus szintet. A Természetvédelmi Világszövetség Vörös listáján nem veszélyeztetett fajként szerepel.